# 无脉小檗
无脉小檗（学名：Berberis nullinervis）是小檗科小檗属的植物，是中国的特有植物。分布于中国大陆的西藏等地，生长于海拔4,200米至4,300米的地区，多生在河边灌丛中和山麓，目前尚未由人工引种栽培。